# 音杉村
音杉村（おとすぎむら）は、かつて富山県中新川郡にあった村。
村名は、合併の中心となった法音寺と若杉の両村の各1字をとったのが由来である。

## 沿革
- 1889年（明治22年）4月1日 - 町村制の施行により、上新川郡法音寺村、若杉村、横大坪新村、横法音寺村、上経田新村、正印村、尾兵衛村、川原田村、湯上野村、上法音寺村、北島村、北島新村、稗田村、三日市村及び正印新村の区域をもって、上新川郡音杉村が発足する。
- 1896年（明治29年）3月29日 - 郡制の施行のため、上新川郡の区域から分立して、中新川郡が発足により、中新川郡に所属となる。
- 1941年（昭和16年）4月1日 - 中新川郡上市町に編入する。

## 歴代村長
出典→
- 初代：細川庄左衛門（1889年4月 - 1889年5月）
- 2代目：谷口静一（1889年6月 - 1893年3月）
- 3 - 5代目：岡部甚治（1893年6月 - 1902年11月）
- 6代目：細川次郎座左衛門（1902年12月 - 1906年12月）
- 7代目：土肥豊静（1907年7月 - 1911年5月）
- 8代目：岡部甚治（1911年5月 - 1927年4月）
- 9代目：細川次郎座左衛門（1927年5月 - 1930年3月）
- 10、11代目：杉本謙二（1931年9月 - 1939年8月）
- 12代目：富樫豊吉（1939年11月 - 1941年3月）